# Kaiserbahnhof Halbe

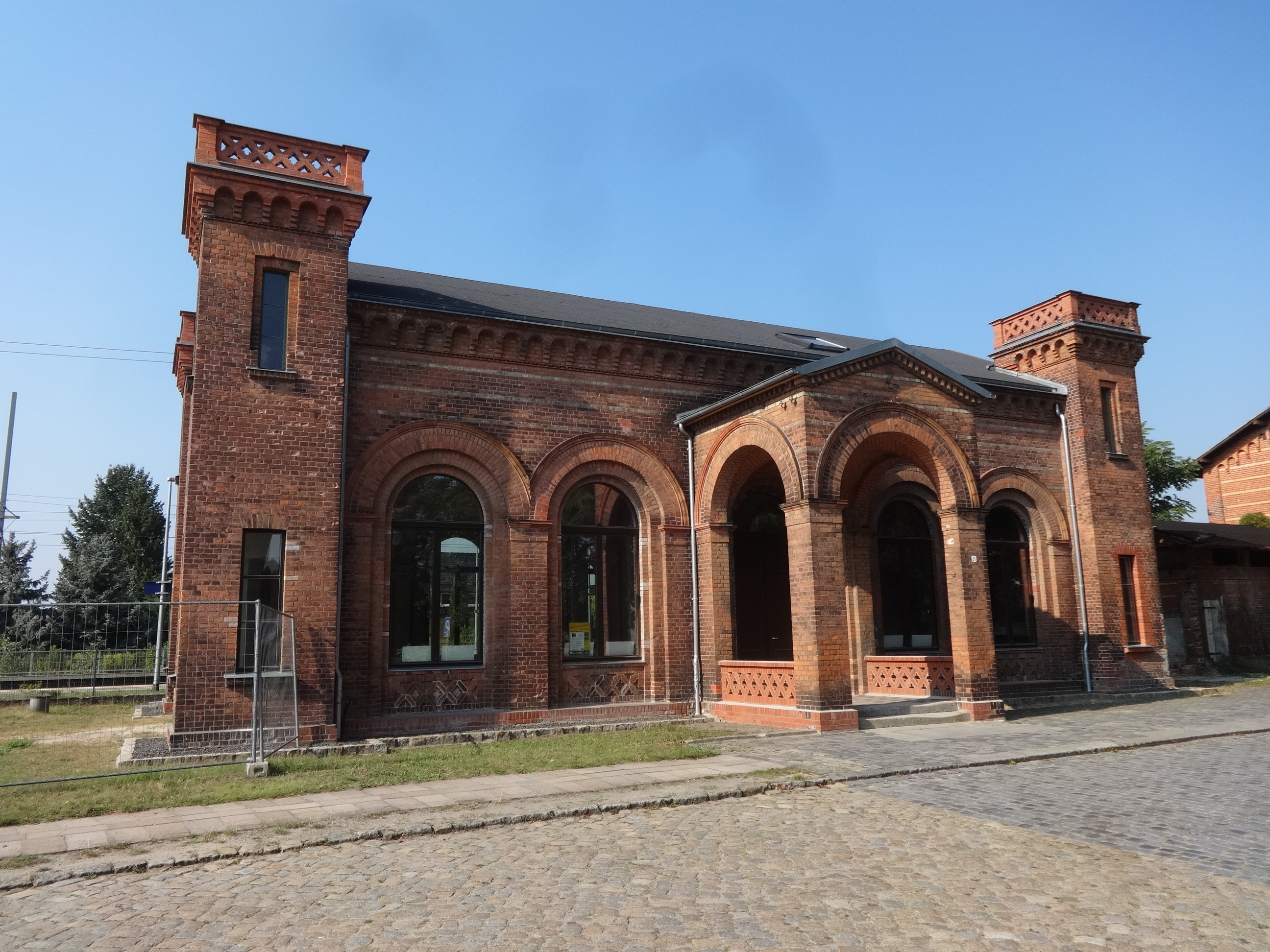
Königliches Empfangsgebäude im Sept. 2016

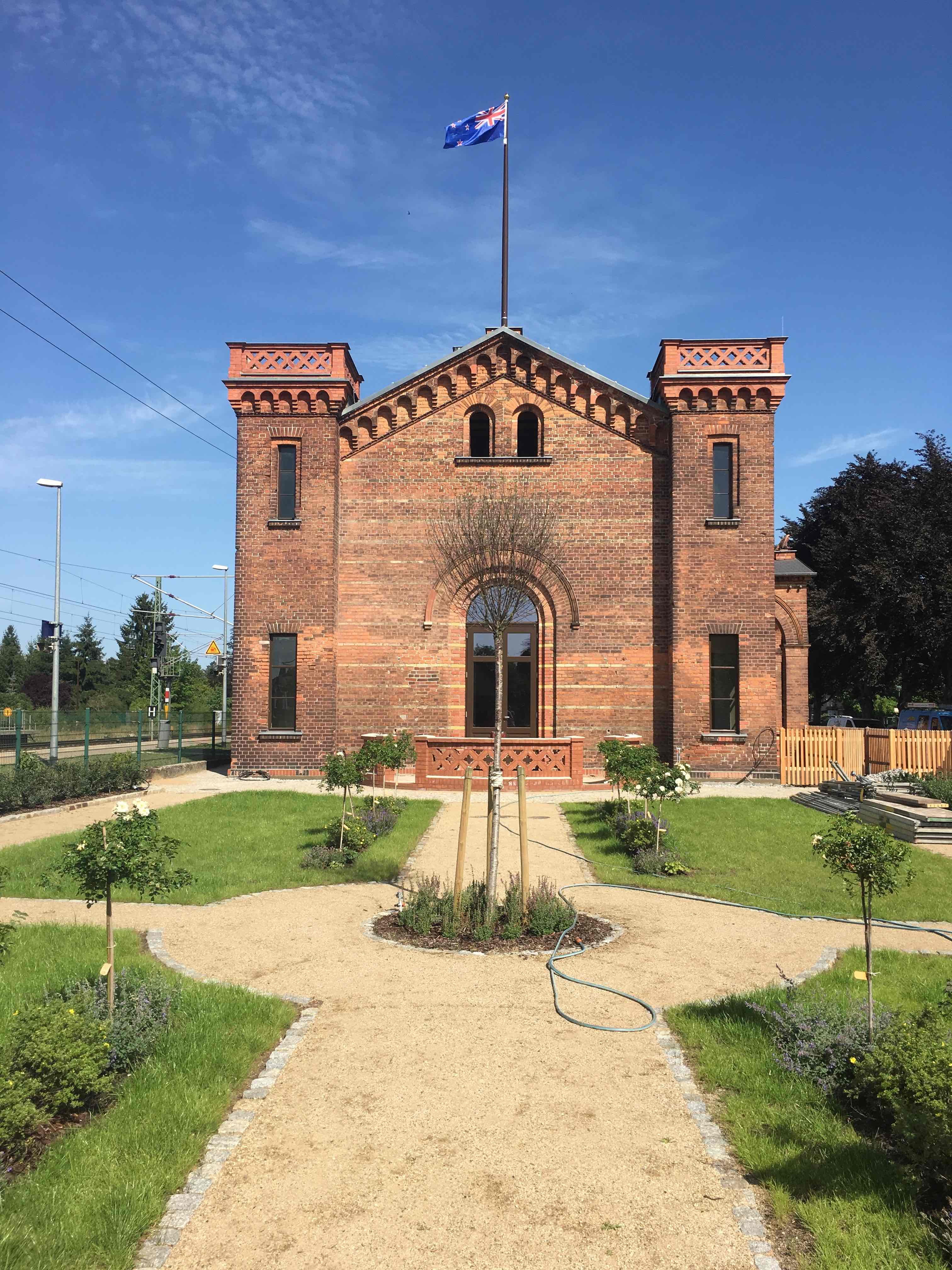
Königliches Empfangsgebäude im Juli 2019

Der Kaiserbahnhof Halbe (offizielle Bezeichnung in der Denkmalliste: Bahnhof Halbe, bestehend aus Bahnhofsempfangsgebäude und „Königlichem Empfangsgebäude“) ist ein denkmalgeschütztes Gebäudeensemble in Halbe, einer Gemeinde im Landkreis Dahme-Spreewald im Land Brandenburg. Er liegt an der Bahnstrecke Berlin–Görlitz.

## Lage
Die Bahnstrecke verläuft von Nordwesten kommend in südöstlicher Richtung durch den Ort. Die Gebäude liegen auf der dem Ortskern abgewandten Nordostseite der Gleisanlagen an der Bahnhofstraße, die eine Verbindung zur Landstraße 74 herstellt. Das Gebäudeensemble steht auf einem Grundstück, das nicht eingefriedet ist.

## Geschichte
Die Bahnstrecke zwischen Berlin und Cottbus wurde in den Jahren 1865 bis 1866 errichtet und bis 1867 nach Görlitz verlängert. 1865 entstand auch das Bahnhofsgebäude in Halbe. Der ausführende Architekt war August Orth, der unter anderem auch den Görlitzer Bahnhof in Berlin entwarf. Er ließ ein Ensemble bestehend aus dem öffentlich zugänglichen Bahnhofsempfangsgebäude im Norden und einem weiteren Gebäude weiter südlich errichten – das königliche Empfangsgebäude. Es war ausschließlich für den preußischen König und späteren deutschen Kaiser Wilhelm I., bzw. dessen Nachfolger Friedrich III. und Wilhelm II. bestimmt. Die Kaiser nutzten das Gebäude als Ausgangspunkt für ausgedehnte und repräsentative Hofjagden, die von der in der Nähe gelegenen Oberförsterei Hammer in das Schenkenländchen und in die Dubrow gingen.
1912 wurde das Gebäude in eine zivil genutzte Wohnanlage umgewidmet. Handwerker zogen Trennwände und Zwischendecken ein und erweiterten den südlichen Baukörper um eine einstöckige Veranda. Im Norden entstand zusätzliche Lagerfläche in einem Güterschuppen.
In den 1990er Jahren verfielen die Gebäude zusehends. 2010 begann ein Investor damit, das königliche Empfangsgebäude zu rekonstruieren. Die Zwischenwände und -decken wurden entfernt, das Dach neu eingedeckt und die Fassade saniert. Die Arbeiten sollten ursprünglich im Juli 2019 abgeschlossen sein, verzögerten sich aber durch steigende Baukosten. Die Planungen sehen vor, im Gebäude neben einer Ferienwohnung ein Restaurant sowie ein Café einzurichten. Im Bahnhofsempfangsgebäude soll eine Begegnungsstätte mit Vortrags- und Seminarräumen eingerichtet werden.

## Baubeschreibung

### Bahnhofsempfangsgebäude

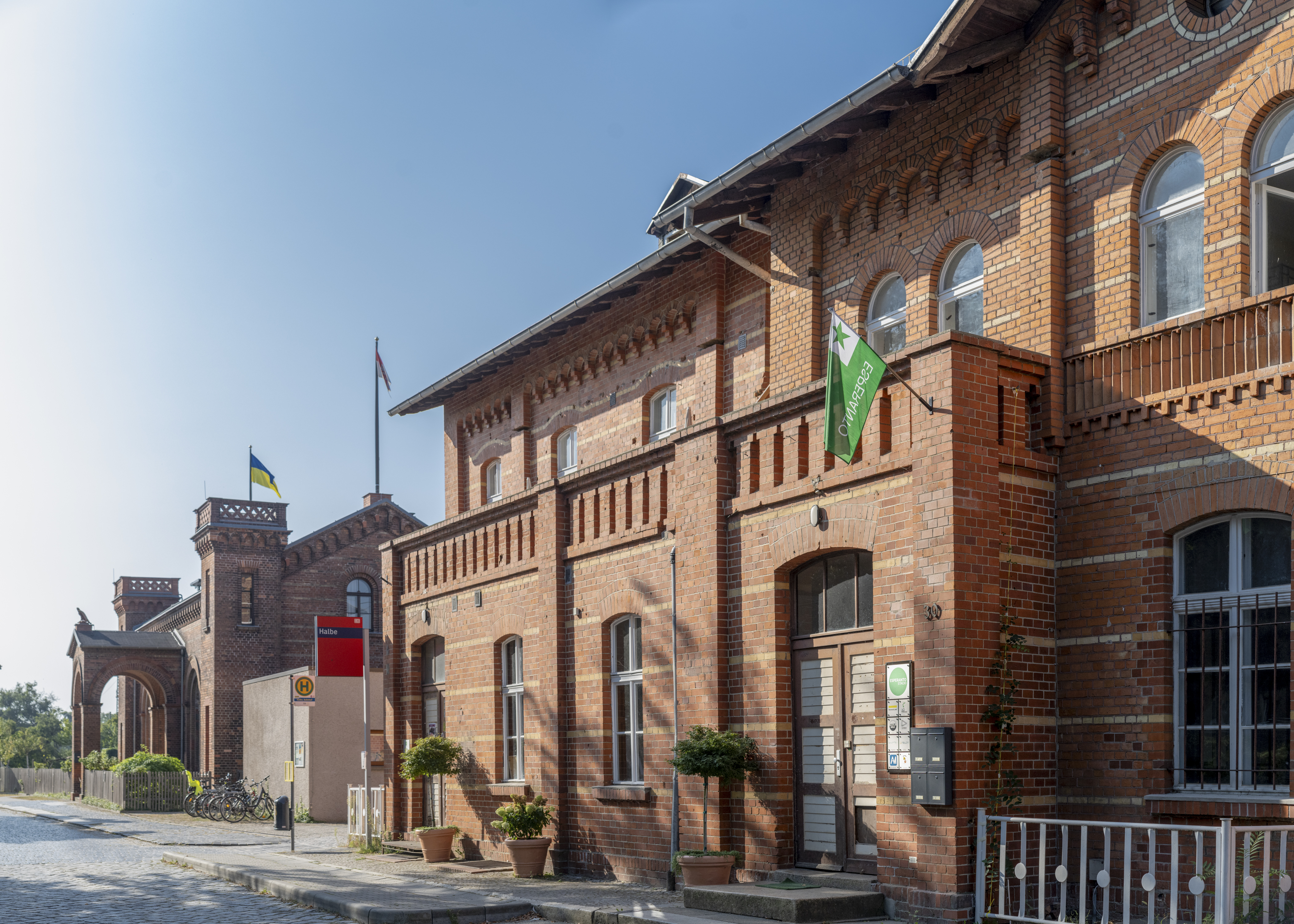
Das Bahnhofsempfangsgebäude 2024

Das Empfangsgebäude wurde in rötlichem Backstein-Sichtmauerwerk mit in den Verbund integrierten Bändern aus gelben Ziegeln errichtet, das durch Lisenen gegliedert wird. Das zweigeschossige Bauwerk hat einen rechteckigen Grundriss mit einem rechteckigen Vorbau an der Südostseite, der für das Obergeschoss als (heute überdachter) Altan dient. Die Fenster haben segmentbogige oder rundbogige Stürze, lediglich im Giebel des Satteldachs sitzt ein später mit waagerechtem Sturz vergrößertes Fenster. Den Ortgang der Giebelseite ziert ein Rundbogenfries. Nach Norden schließt sich ein eingeschossiger Geräteschuppen an.

### Königliches Empfangsgebäude
Der zweite Baukörper entstand ebenfalls in rötlichem Mauerwerk, wurde jedoch deutlich aufwändiger ausgestaltet. Zwar besitzt er ebenfalls einen rechteckigen Grundriss, doch ließ Orth an den Ecken vier quadratische Türme anbauen. In beiden Geschossen sind jeweils zwei schmale und hochrechteckige Fenster zu jeder Seite verbaut. Der Eingang im Südosten erfolgte durch eine große und überdachtes Arkadenhalle. Ihre Bögen sind dreifach profiliert und mit einem Kämpfer betont. Am Übergang zum Satteldach ist ebenfalls ein reichhaltiger Fries angebracht.
Im Innenraum befinden sich nach der Sanierung drei große Räume, die dem ursprünglichen Bauzustand entsprechen. Sie wurden als Kaisersaal, Gefolgesaal und Eingangshalle genutzt. Die mittlerweile freigelegten Wandmalereien aus der Zeit um 1865 werden vom Brandenburgischen Landesamt für Denkmalpflege und Archäologischen Landesmuseum (BLDAM) als „aufwändig gewölbt“ und teilweise „prächtig“ bezeichnet.